# 대구테크노폴리스
대구테크노폴리스는 대구광역시 달성군 현풍읍과 유가읍에 들어선 계획도시로, 현풍읍의 기존 시가지와 연담되어 있다. 대구경북과학기술원이 들어섰다.
테크노폴리스의 개발 후 인구가 증가한 유가면은 2018년에 유가읍으로 승격했으며, 대구유가초등학교와 유가읍사무소도 테크노폴리스로 이전했다.
유가읍 쌍계리에서 옥포읍 김흥리/반송리를 거쳐 달서구 대곡동으로 직결해 주는 자동차전용도로인 테크노폴리스로를 통해 대구 시내 지역으로 이동할 수 있다.